# Александровка (Новомихайловское сельское поселение)
Александровка — деревня в Корсаковском районе Орловской области, входит в состав муниципального образования Новомихайловского сельского поселения.

## История
В 1961 году указом Президиума Верховного Совета РСФСР деревня Александро-Гнидовка переименована в Александровка.

## Население
| 1857 | 1859 | 1915 | 2010 |
| ---- | ---- | ---- | ---- |
| 368  | ↘364 | ↗811 | ↘30  |